# Diot
Pour les articles homonymes, voir Diot (homonymie).
Un diot (prononcé [djo] ; en savoyard : Diot [ˈɟo]) est une saucisse savoyarde, traditionnelle des  cuisines savoyarde et bugiste. Déclinée de diverses façons : nature, pur porc, fumé, aux choux, au beaufort, elle est généralement cuisinée avec des oignons et du vin du vignoble de Savoie, et servie avec des tartifles (pomme de terre, en savoyard).

## Nom
Le mot français « diot » vient directement du dialecte savoyard, où le mot diot ou diau signifie une petite saucisse, voire les saucisses en général. Ce mot est prononcé en général [ˈɟo] en arpitan, mais le son [ ɟ] étant inexistant en français, la prononciation approximative [djo] est généralement utilisée.

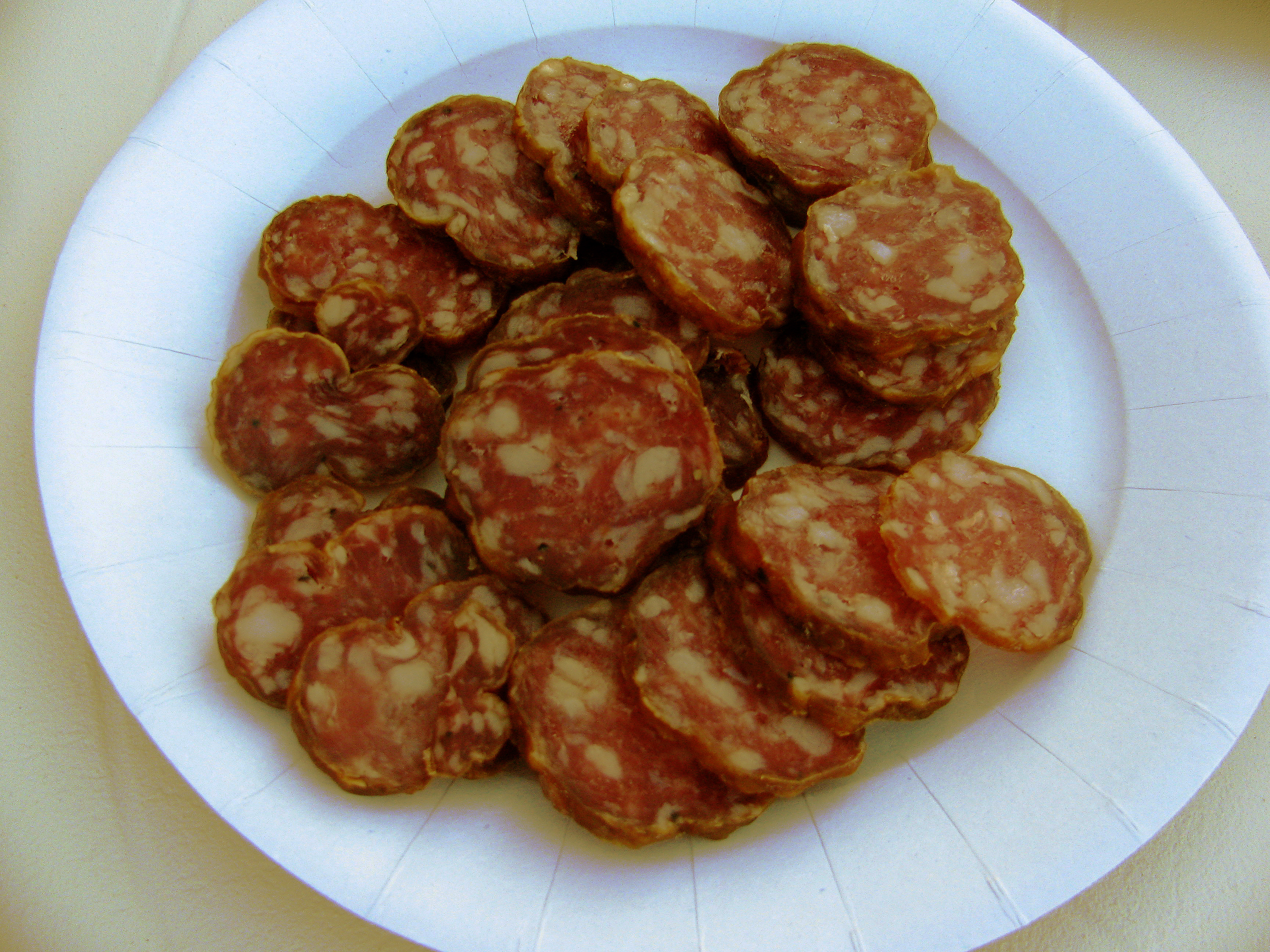
Diot sec fumé
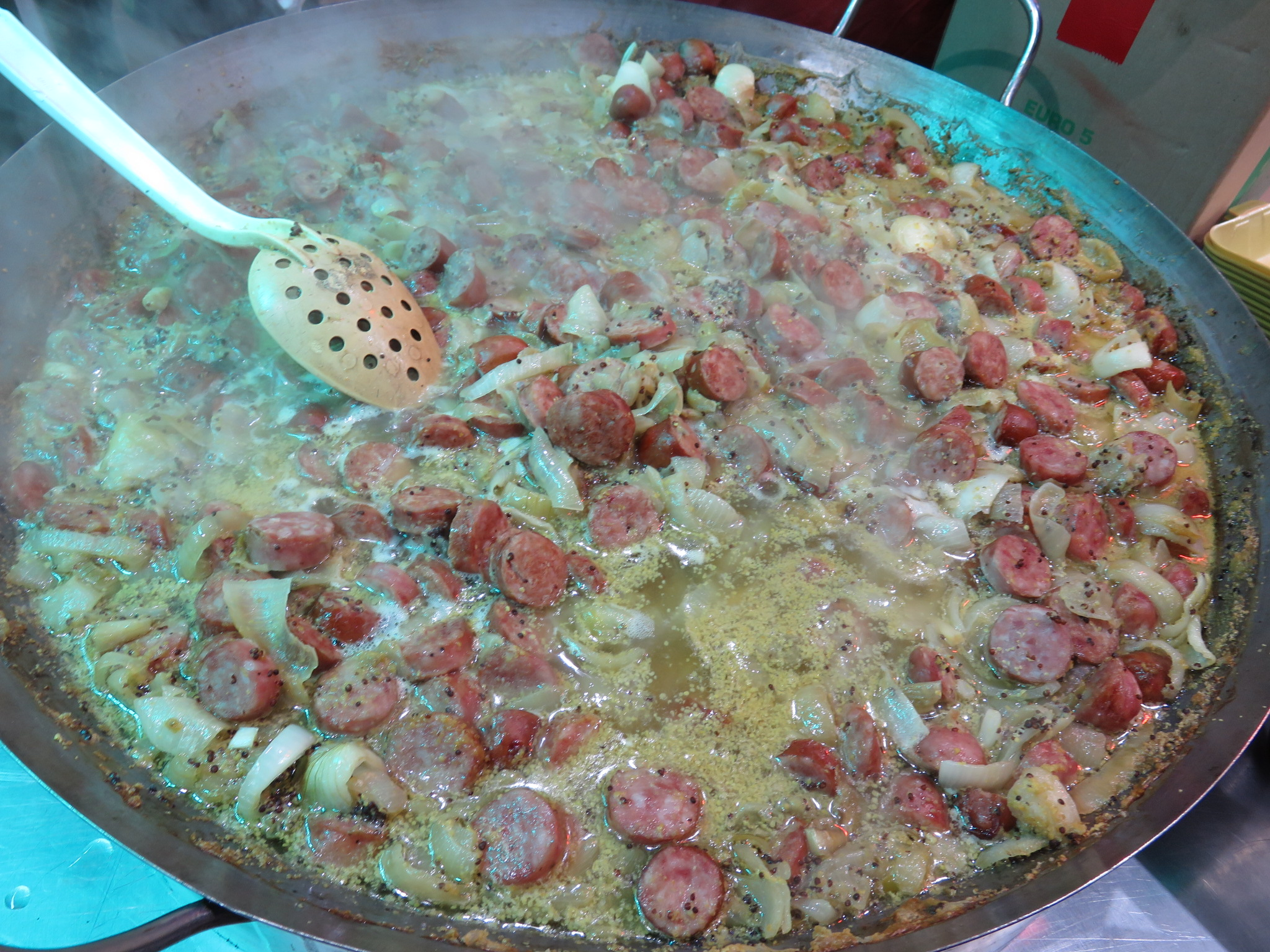
En poêlée géante de marché de Noël

Ce terme se rencontre principalement dans la cluse chambérienne, dans le massif des Bauges, le pays de l'Albanais, la combe de Savoie et dans les grandes vallées de Maurienne et de Tarentaise.

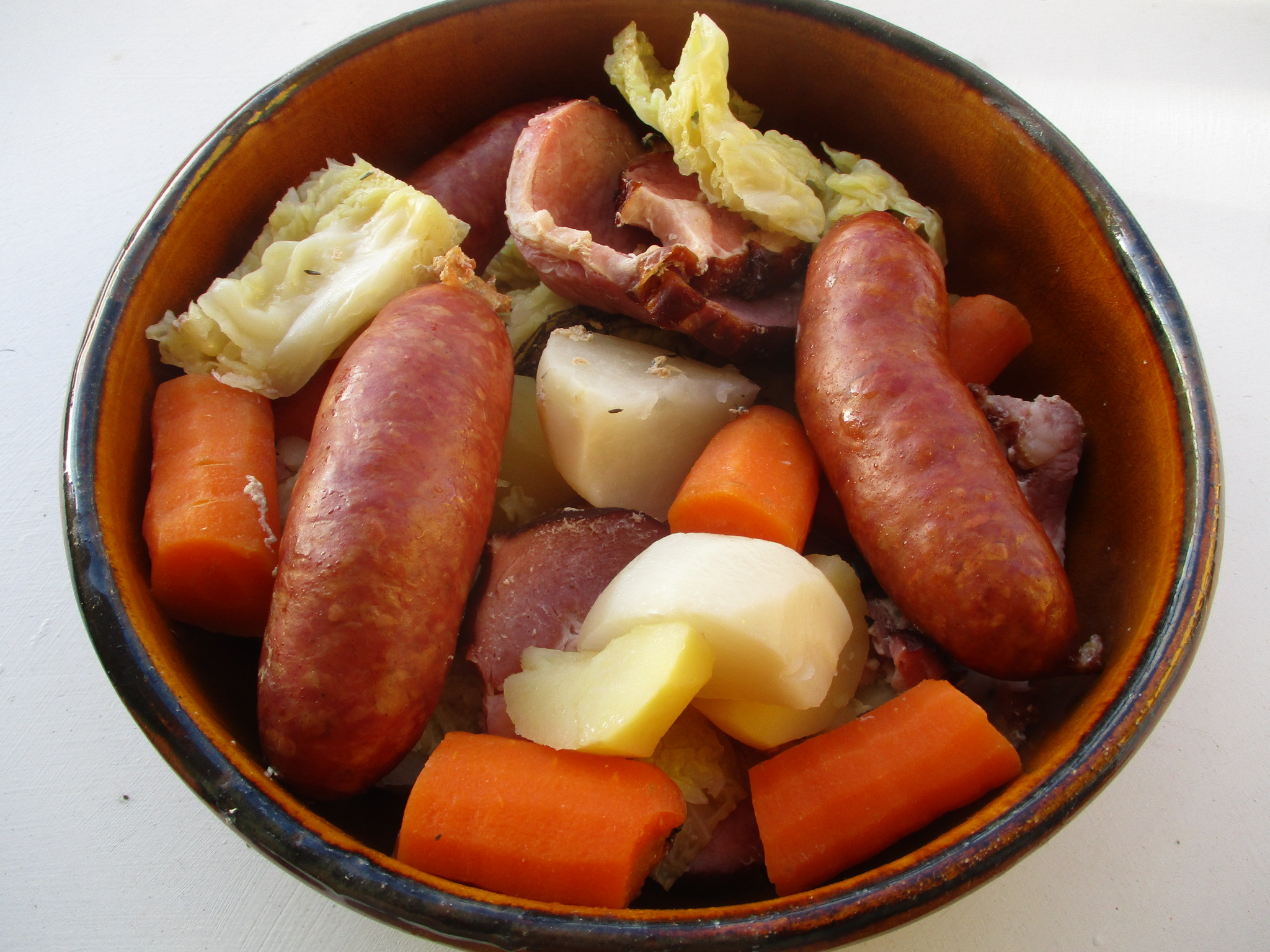
Avec une potée savoyarde
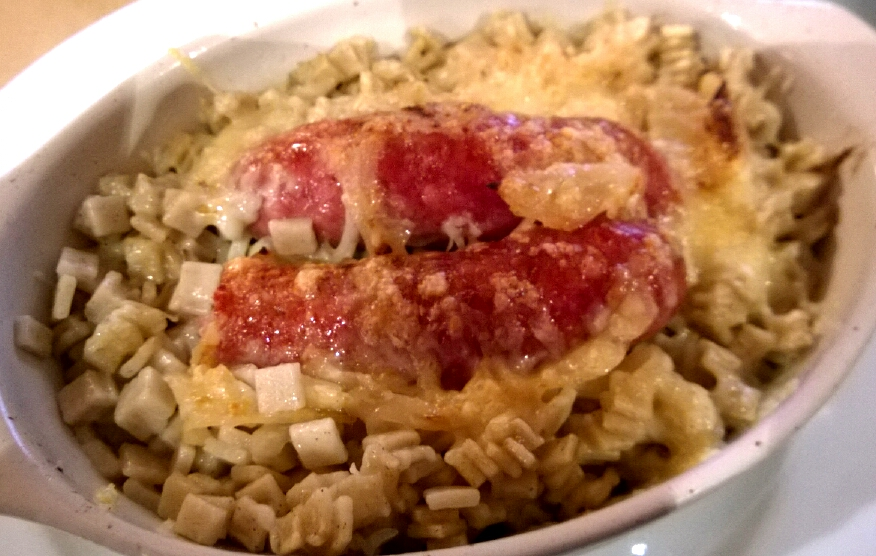
Aux crozets et fromage
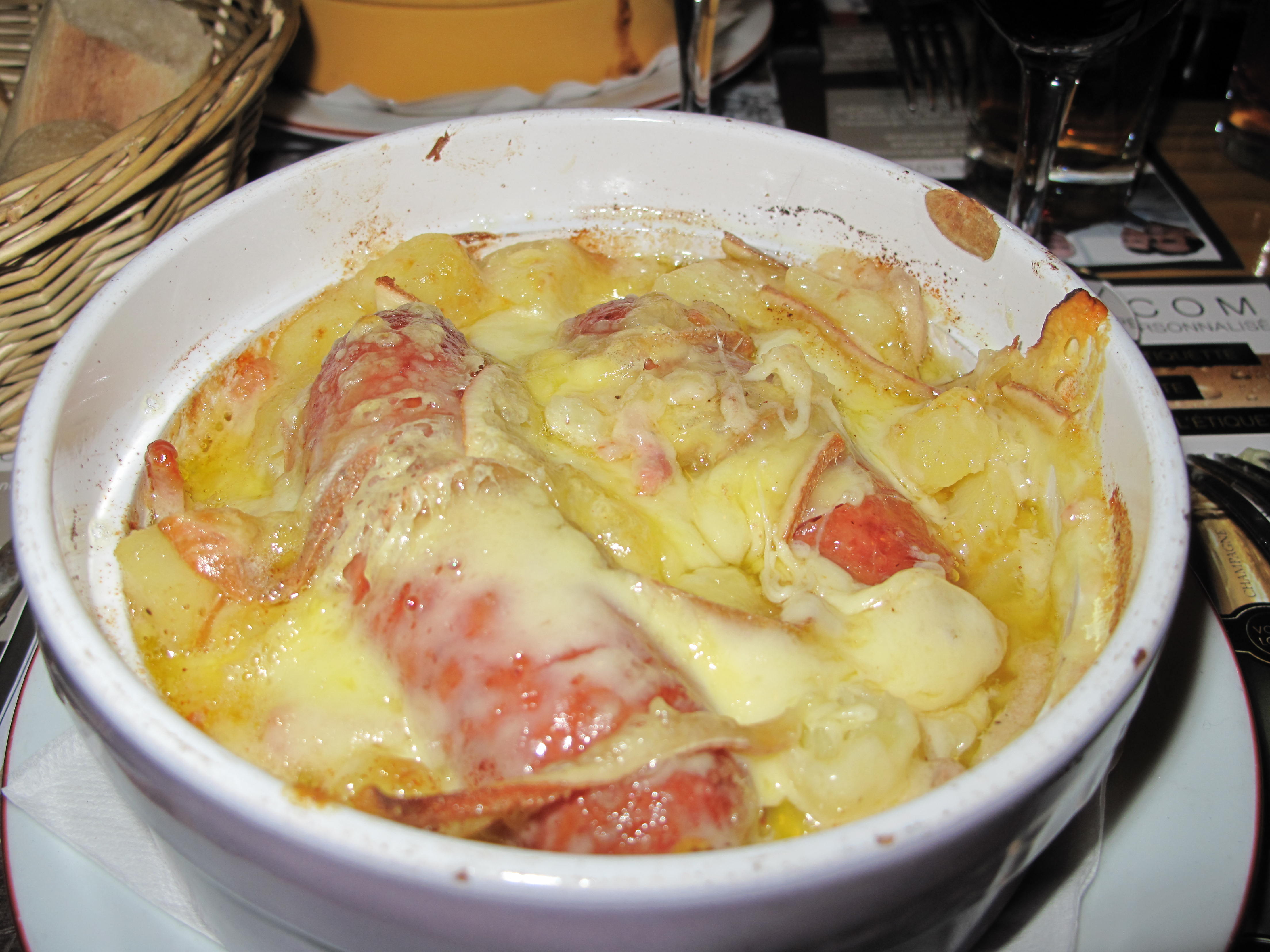
En gratin savoyard avec pomme de terre et fromage

Il existe une fausse étymologie qui relie l'origine du nom avec le mot Sabaudia qui donnera par la suite le mot Savoie, mais qui aurait pu donner par contraction Diot ou Diau, ou même directement avec le mot Dieu.
L'expression « saucer les/le diot(s) » signifie préparer ce type de saucisses avec de la sauce.

## Composition

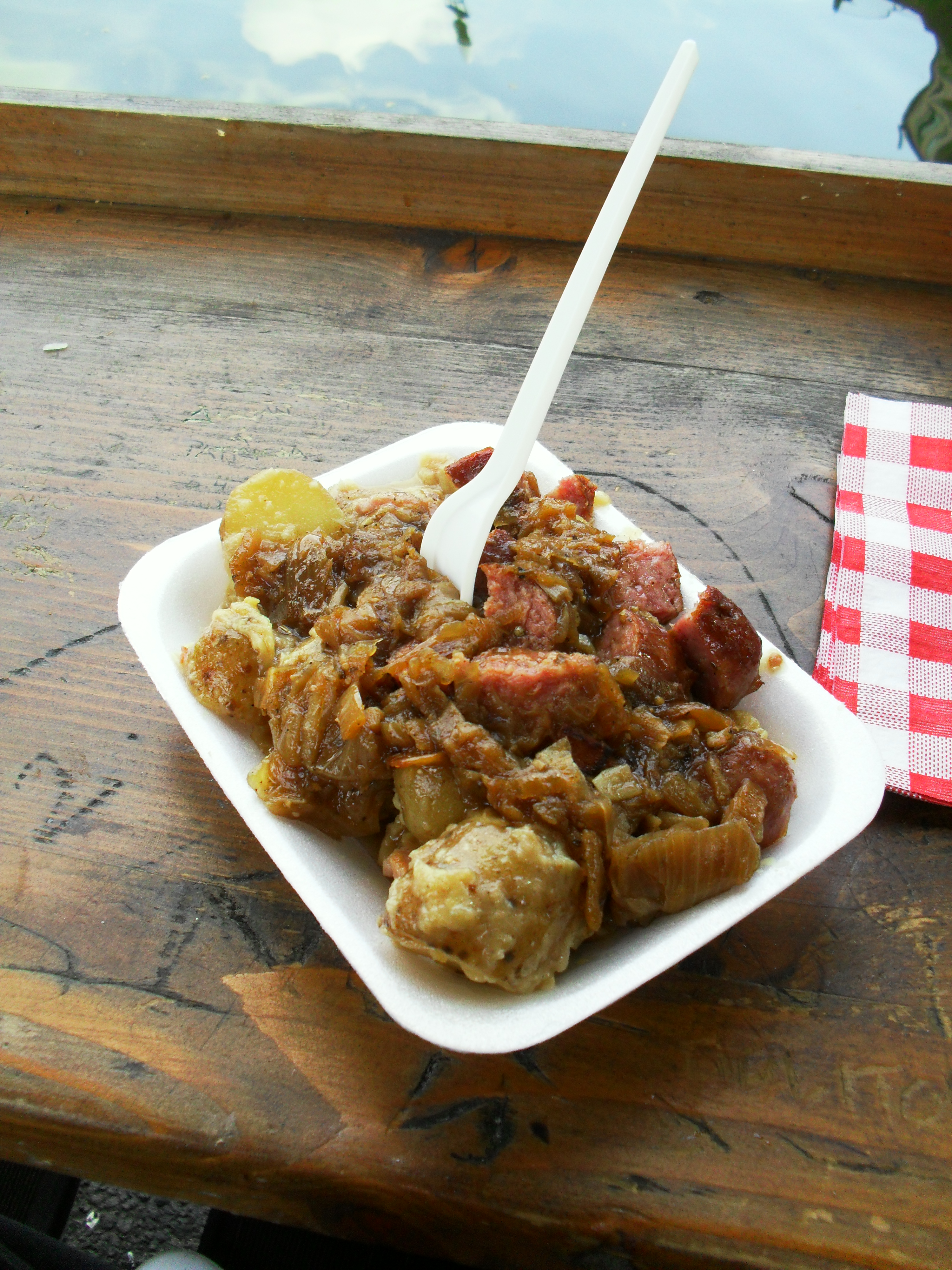
Barquette individuelle

Il s'agit d'une saucisse de porc haché et parfumé à la noix de muscade. Elle a généralement une taille d'environ 10 à 15 cm de long avec un diamètre moyen de 5 cm et peut peser entre 180 et 200 g. D'une couleur rose caractéristique, elle a généralement une teneur en matière grasse d'environ 30 %.

## Préparation
Certains diots sont consommés cuits : grillés, bouillis mais traditionnellement ils sont cuits au vin blanc ou au vin rouge additionné d'oignon. D'autres sont secs.
La recette traditionnelle appelée les diots aux sarments, consiste à les cuire dans une marmite sur un lit de sarments de vigne arrosés de vin blanc de Savoie avec sel, poivre, et couverts pour cuire à feu doux pendant 1h30. Le vin ne recouvre pas le haut des sarments, afin que les diots ne touchent pas le vin et cuisent à la vapeur. On peut mettre avec les diots des oignons et des pommes de terre pour l'accompagnement[réf. à confirmer].

## Dégustation
Ils peuvent être dégustés chauds ou froids. Chauds, ils s'accompagnent, en général, de pommes de terre cuites à l'eau, de crozets, de polenta ou de lentilles. Froids, ils se consomment avec de la moutarde, ou tranchés dans une salade ou un sandwich.

## Accord mets/vin
Traditionnellement, ce mets est accompagné de vin blanc et plus spécifiquement d'un vin de Savoie comme l'apremont, les abymes, une roussette, ou un chignin. 